# La Roë

La Roë este o comună în departamentul Mayenne, Franța. În 2009 avea o populație de 245 de locuitori.